# パラフィールド駅
パラフィールド駅 (英語:Parafield railway station)はゴーラー線の駅である。オーストラリア南オーストラリア州のアデレード北部の郊外であるパラフィ－ルドに位置しており、アデレード駅から17.7キロメートル (11.0 mi)離れている。

## 歴史
パラフィールド駅は1928年、当時建設途中であったパラフィールド空港の隣に開業した。
1982年、パラフィールド駅はアデレード-ポートピリー間の鉄道線路の標準化が為された同じ時期に建て直された。2008年4月より、東側ホームが、西側ホームが2014年に建て直された。駅の西側にはクリスタルブルックに通ずるオーストラリア基盤整備会社の標準軌の線路がある。

## 行き先
| プラットフォーム | 方向                      |
| ---------------- | ------------------------- |
| 1番線            | ゴーラー駅/ゴーラー中央駅 |
| 2番線            | アデレード駅              |